# Synsepalum oyemense
Synsepalum oyemense är en tvåhjärtbladig växtart som först beskrevs av André Aubréville och François Pellegrin, och fick sitt nu gällande namn av Ined. Synsepalum oyemense ingår i släktet Synsepalum och familjen Sapotaceae.
Artens utbredningsområde är Gabon. Inga underarter finns listade i Catalogue of Life.